# 火星车

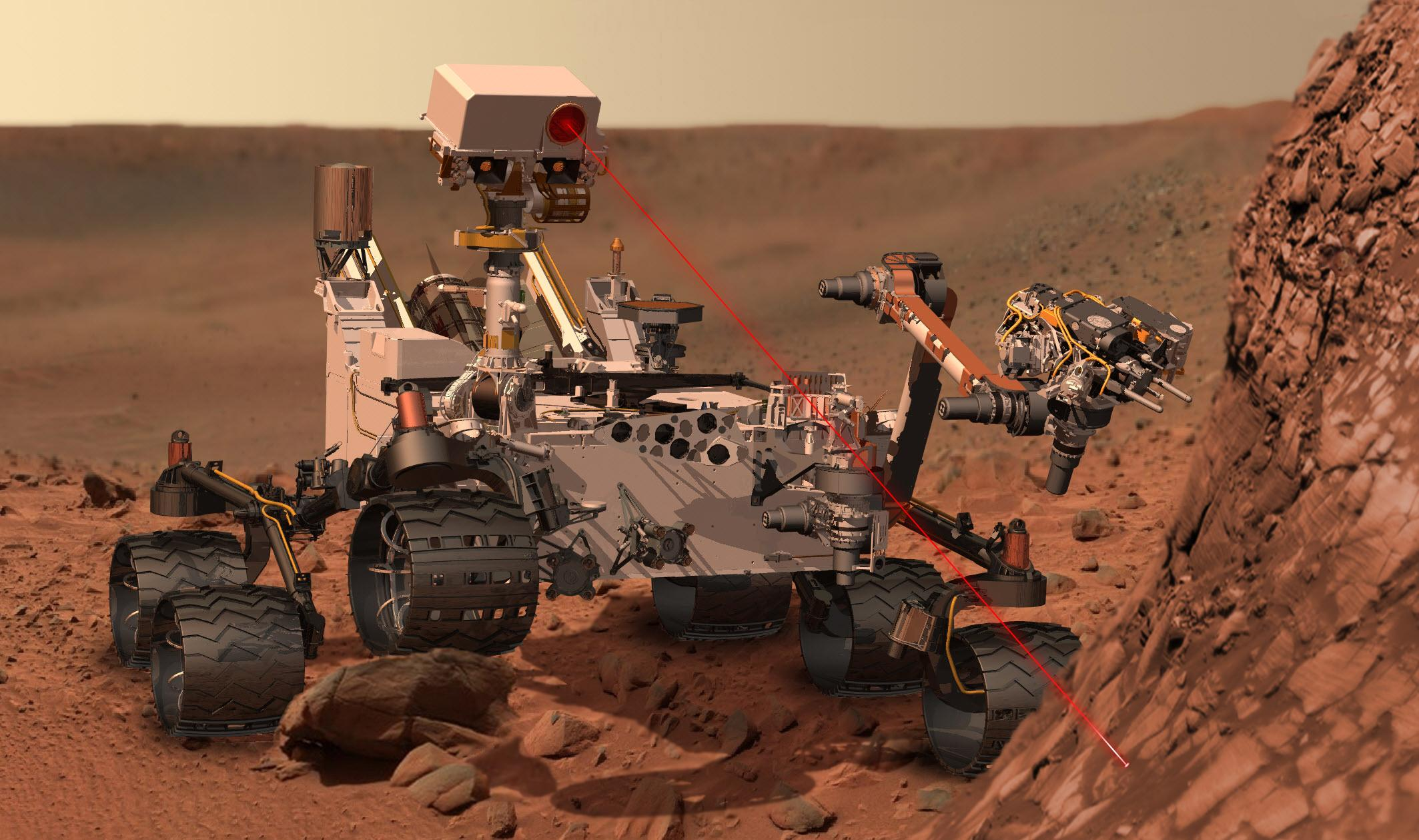
艺术家笔下的美国好奇号火星车。

火星车是指在火星登陆用于火星探测的可移动探测器。

## 概述
截止2021年，已有8辆火星车被送往火星，其中7辆成功登陆，1辆坠毁于火星。
- 火星2号，苏联，1971年11月27日坠毁于火星。
- 火星3号，苏联，1971年12月2日成功登陆，工作了大约20秒就与地球失去了联系。
- 旅居者号，美國，1997年7月4日成功登陸。
- 勇气号，美國，2004年1月4日成功登陸。
- 机遇号，美國，2004年1月25日成功登陸。
- 好奇號，美國，2012年8月6日成功登陸。
- 毅力號，美國，2021年2月18日成功登陸。
- 祝融号，中国，2021年5月15日随天问一号着陆器成功登陆，当月22日驶上火星表面。

## 外部連結
- NASA official Mars Rover website
- Mars Pathfinder Gallery （页面存档备份，存于） (NASA)